# ARL 44
ARL 44는 프랑스의 중전차로 제2차 세계 대전 종전 직전부터 개발에 들어갔다. 60대의 전차만이 1949년부터 양산되었고 전차의 성능이 불만족스러워 1953년 퇴역하게 되었다.

## 개발
프랑스가 독일을 점령한 당시 프랑스는 전차를 비밀리에 개발하고 있었다. 대부분의 개발은 기획안이나 차륜 차체를 개발하는 것 또는 민간용 사업이나 제국해군 지정사업으로 위장한 경우가 많았다. 이러한 활동들은 비밀리에 비시 프랑스의 CDM 작전과도 연계되어 있었는데, 휴전 협정 이후 물자를 생산하는 것이 금지되어 있었던 비시 프랑스는 다시 물자를 생산하고자 했다. 이러한 노력의 결과 75mm 주포를 장착한 30톤 전차의 기획안이 탄생했다. 하지만 이러한 기획안은 매우 분산되어 있어서 트롤리버스나 사하라 사막 횡단 철도, 그리고 노르웨이에서 운용될 제국 해군의 제설기 등이 포함되어 있었다. 라플리와 로렌 등의 회사가 참여했고, 모리스 라비로테가 이끄는 프랑스 군사기획부도 활동했다.
1944년 8월 파리 해방 이후 프랑스 임시 정부는 이전 국가 권력을 대부분 회복하고 전쟁에 많은 기여를 하여 연합국에서 완전한 파트너로써의 지위를 얻고자 했다. 이 중 하나가 전차 생산을 빠르게 재개했다. 전쟁 이전 프랑스는 소련 다음으로 전차를 생산하는 국가였다. 1944년 10월 9일 전쟁부는 임시 전차의 생산을 시작하기로 결정했다. 11월 25일 프랑스는 과거 APX와 AMX의 엔지니어들이 참여한 DEFA에서 기획한 전차들을 생산하기로 결정을 내렸고, ARL이 제작을 하기로 결정했다. 이미 10월에 전차는 "ARL 44"로 명명되었다. 전차는 강습 목적의 30톤 차량으로, 60mm 장갑과 75mm 주포를 가지고 있었다. 1945년 5월까지 50대의 전차가 전장에 배치될것으로 보였다. 12월 28일 전차 주문 대수는 200대로 줄어들었다.